# Alfreð Finnbogason
Alfreð Finnbogason (Reykjavik, 1 februari 1989) is een IJslands voetballer die doorgaans als aanvaller speelt voor de IJslandse club Augnablik. Hij speelde eerder onder meer voor Sc Heerenveen, KSC Lokeren, Real Sociedad, FC Augsburg en KAS Eupen. Hij werd in het seizoen 2013/14 topscorer van de Eredivisie. Finnbogason debuteerde in 2010 in het IJslands voetbalelftal en speelde 73 interlands.

## Clubcarrière

### Breiðablik
Alfreð Finnbogason bracht een deel van zijn jeugd door in Edinburgh, omdat zijn vader daar studeerde. Hij speelde voor Hutcheson Vale en werd supporter van Hibernian FC. Zijn voetbalcarrière begon hij in 2008 bij Breiðablik in Kópavogur. In het seizoen 2009/10 maakte hij dertien doelpunten in achttien competitiewedstrijden. In 2010 was hij gedeeld competitietopscorer met veertien doelpunten en werd hij door zijn medespelers verkozen tot speler van het jaar. Breiðablik won in dat seizoen voor de eerste maal de competitie.

### KSC Lokeren
Op 21 november werd bekend dat Alfreð Finnbogason naar KSC Lokeren zou komen, maar hier bleef een doorbraak uit. In anderhalf jaar speelde hij 25 wedstrijden, waarin hij zesmaal scoorde. De club verhuurde hem in maart 2012 voor een half jaar aan Helsingborgs IF, in Zweden. Daar kwam hij in zeventien competitiewedstrijden tot twaalf goals. 

### SC Heerenveen
Alfreð tekende op 16 augustus 2012 een driejarig contract bij sc Heerenveen, met een optie op een vierde jaar. Tien dagen later debuteerde hij, in een competitiewedstrijd tegen AZ, een duel dat in 0–0 eindigde. Alfreð Finnbogason maakte op 2 september 2012 zijn eerste treffer(s) voor Heerenveen, door in een thuiswedstrijd tegen regerend landskampioen AFC Ajax de 1–1 en de 2–1 te maken. Toenmalig Heerenveen-coach Marco van Basten gaf een week voor het einde van de transferperiode aan dat Alfreð, ondanks zijn prestaties in het voorafgaande seizoen, bij Heerenveen zou blijven, ongeacht welk bod er nog op hem gedaan zou worden. Alfreð Finnbogason werd in het seizoen 2013/2014 met 29 doelpunten in 31 wedstrijden topscorer van de Eredivisie. In totaal kwam Finnbogason in twee seizoenen tot 59 doelpunten in 69 wedstrijden.

### Real Sociedad
Heerenveen maakte op 2 juli 2014 bekend dat het met Real Sociedad tot een akkoord was gekomen over een transfer. Hij tekende een vierjarig contract bij de Spaanse club. Alfreð Finnbogason speelde dat jaar 25 competitiewedstrijden voor Sociedad, waarin hij twee keer scoorde. Hij beëindigde het seizoen met zijn ploeggenoten op de twaalfde plaats in de Primera División. Sociedad verhuurde Alfreð Finnbogason gedurende het seizoen 2015/16 aan Olympiakos Piraeus, op dat moment regerend kampioen van Griekenland. Dat bedong daarbij een optie tot koop.

### FC Augsburg
Na een uitleenbeurt aan FC Augsburg maakte Alfreð in 2016 ook definitief de overstap naar de Duitse club. Tijdens zijn eerste seizoen bij Augsburg speelde hij door blessures slechts veertien wedstrijden, waarin hij driemaal scoorde. Het volgende seizoen kwam hij twaalf keer tot scoren, één keer minder dan de topschutter van dat seizoen, Michael Gregoritsch. Op 30 september 2018 maakte Alfreð een hattrick in de met 4-1 gewonnen wedstrijd tegen Freiburg. Hierdoor passeerde hij Tobias Werner als all-time topschutter van Augsburg in de Bundesliga. Hij speelde tot 2022 bij Augsburg en kwam tot 37 Bundesliga-doelpunten namens Augsburg. In totaal speelde Finnbogason 122 wedstrijden voor Augsburg, waarin hij goed was voor 39 goals en veertien assists. 

### Lyngby BK
Hij verliet Augsburg na zesenhalf jaar transfervrij en tekende voor twee seizoenen bij het Deense Lyngby BK. Hier speelde hij iets langer dan een jaar en was hij goed voor vijf goals in zeventien wedstrijden. 

### KAS Eupen
Vervolgens keerde hij, na een afwezigheid van twaalf jaar, terug in België om te gaan voetballen bij KAS Eupen. Hier kwam hij tot één goal in 27 wedstrijden en op 5 september 2024 besloot de club het contract met de spits te ontbinden. Na drie maanden zonder club besloot Finnbogason vervolgens op 21 november dat hij stopte met voetballen. 
Augnablik
Vervolgens keerde hij terug naar IJsland waar hij technisch adviseur werd van zijn oude club Breiðablik Kópavogur en werd op 1 augustus 2025 bekend dat hij weer gaat voetballen bij de IJslandse club Augnablik, waarvoor hij vroeger ook al eens had gespeeld.  

## Clubstatistieken
| Seizoen         | Club                 | Competitie       | Competitie | Competitie | Beker | Beker | Europa | Europa | Totaal | Totaal |
| Seizoen         | Club                 | Competitie       | Wed.       | Dlp.       | Wed.  | Dlp.  | Wed.   | Dlp.   | Wed.   | Dlp.   |
| --------------- | -------------------- | ---------------- | ---------- | ---------- | ----- | ----- | ------ | ------ | ------ | ------ |
| 2007            | → Augnablik          | 3. deild         | 2          | 2          | 0     | 0     | —      | —      | 2      | 2      |
| 2008            | Breiðablik           | Úrvalsdeild      | 4          | 1          | 0     | 0     | —      | —      | 4      | 1      |
| 2009            | Breiðablik           | Úrvalsdeild      | 18         | 13         | 0     | 0     | —      | —      | 18     | 13     |
| 2010            | Breiðablik           | Úrvalsdeild      | 21         | 14         | 1     | 0     | 2      | 0      | 24     | 14     |
| 2010/11         | Sporting Lokeren     | Eerste klasse    | 15         | 3          | 0     | 0     | —      | —      | 15     | 3      |
| 2011/12         | Sporting Lokeren     | Eerste klasse    | 7          | 1          | 3     | 2     | —      | —      | 10     | 3      |
| 2011/12         | → Helsingborgs IF    | Allsvenskan      | 17         | 12         | 1     | 0     | 4      | 1      | 22     | 13     |
| 2012/13         | sc Heerenveen        | Eredivisie       | 33         | 24         | 2     | 4     | —      | —      | 35     | 28     |
| 2013/14         | sc Heerenveen        | Eredivisie       | 32         | 29         | 2     | 2     | —      | —      | 34     | 31     |
| 2014/15         | Real Sociedad        | Primera División | 25         | 2          | 4     | 2     | 2      | 0      | 31     | 4      |
| 2015/16         | → Olympiakos Piraeus | Super League     | 7          | 1          | 3     | 0     | 3      | 1      | 13     | 2      |
| 2015/16         | → FC Augsburg        | Bundesliga       | 14         | 7          | 0     | 0     | —      | —      | 14     | 7      |
| 2016/17         | FC Augsburg          | Bundesliga       | 13         | 3          | 1     | 0     | —      | —      | 14     | 3      |
| 2017/18         | FC Augsburg          | Bundesliga       | 22         | 12         | 1     | 0     | —      | —      | 23     | 12     |
| 2018/19         | FC Augsburg          | Bundesliga       | 18         | 10         | 2     | 1     | —      | —      | 20     | 11     |
| 2019/20         | FC Augsburg          | Bundesliga       | 21         | 3          | 0     | 0     | —      | —      | 21     | 3      |
| 2020/21         | FC Augsburg          | Bundesliga       | 17         | 0          | 1     | 1     | —      | —      | 18     | 1      |
| 2021/22         | FC Augsburg          | Bundesliga       | 10         | 2          | 2     | 0     | —      | —      | 12     | 2      |
| 2022/23         | Lyngby BK            | Superligaen      | 13         | 3          | 0     | 0     | —      | —      | 13     | 3      |
| 2023/24         | Lyngby BK            | Superligaen      | 4          | 2          | 0     | 0     | —      | —      | 4      | 2      |
| 2023/24         | KAS Eupen            | Eerste klasse A  | 27         | 1          | 1     | 0     | —      | —      | 28     | 1      |
| 2024/25         | KAS Eupen            | Eerste klasse B  | 2          | 0          | 0     | 0     | —      | —      | 2      | 0      |
| Carrière totaal | Carrière totaal      | Carrière totaal  | 342        | 144        | 24    | 12    | 11     | 2      | 377    | 159    |

## Interlandcarrière
Alfreð maakte zijn debuut in het IJslands voetbalelftal op 21 maart 2010 in een vriendschappelijke interland tegen de Faeröer. In de 84e minuut verving hij Kolbeinn Sigþórsson. Op 9 mei 2016 maakte bondscoach Lars Lagerbäck bekend Alfreð mee te nemen naar het Europees kampioenschap in juni 2016. IJsland werd in de kwartfinale uitgeschakeld door gastland Frankrijk, dat met 5–2 won.
In juni 2018 werd Alfreð geselecteerd voor het Wereldkampioenschap (in Rusland), waarvoor IJsland zich voor het eerst had geplaatst. Hij speelde hier alle 3 wedstrijden voor IJsland in de basis en in de eerste wedstrijd van IJsland tegen Argentinië werd hij de eerste IJslander die scoorde op het WK door de 1-1 voor zijn rekening te nemen (dit werd ook de eindstand). IJsland kwam op dit toernooi niet verder dan de groepsfase.
| Interlands van Alfreð Finnbogason voor IJsland | Interlands van Alfreð Finnbogason voor IJsland | Interlands van Alfreð Finnbogason voor IJsland | Interlands van Alfreð Finnbogason voor IJsland | Interlands van Alfreð Finnbogason voor IJsland | Interlands van Alfreð Finnbogason voor IJsland |
| №                                              | Datum                                          | Wedstrijd                                      | Uitslag                                        | Soort wedstrijd                                | Doelpunten                                     |
| Als speler bij Breiðablik Kópavogur            | Als speler bij Breiðablik Kópavogur            | Als speler bij Breiðablik Kópavogur            | Als speler bij Breiðablik Kópavogur            | Als speler bij Breiðablik Kópavogur            | Als speler bij Breiðablik Kópavogur            |
| ---------------------------------------------- | ---------------------------------------------- | ---------------------------------------------- | ---------------------------------------------- | ---------------------------------------------- | ---------------------------------------------- |
| 1.                                             | 21 maart 2010                                  | IJsland – Faeröer                              | 2 – 0                                          | Vriendschappelijk                              |                                                |
| 2.                                             | 17 november 2010                               | Israël – IJsland                               | 3 – 2                                          | Vriendschappelijk                              | 85'                                            |
| Als speler bij Sporting Lokeren                |                                                |                                                |                                                |                                                |                                                |
| 3.                                             | 26 maart 2011                                  | Cyprus – IJsland                               | 0 – 0                                          | Kwalificatie EK 2012                           |                                                |
| 4.                                             | 4 juni 2011                                    | IJsland – Denemarken                           | 0 – 2                                          | Kwalificatie EK 2012                           |                                                |
| 5.                                             | 10 augustus 2011                               | Hongarije – IJsland                            | 4 – 0                                          | Vriendschappelijk                              |                                                |
| 6.                                             | 6 september 2011                               | IJsland – Cyprus                               | 1 – 0                                          | Kwalificatie EK 2012                           |                                                |
| 7.                                             | 29 februari 2012                               | Montenegro – IJsland                           | 2 – 1                                          | Vriendschappelijk                              | 79'                                            |
| Als speler bij Helsingborgs IF                 |                                                |                                                |                                                |                                                |                                                |
| 8.                                             | 30 mei 2012                                    | Zweden – IJsland                               | 3 – 2                                          | Vriendschappelijk                              | 0                                              |
| Als speler bij sc Heerenveen                   |                                                |                                                |                                                |                                                |                                                |
| 9.                                             | 7 september 2012                               | IJsland – Noorwegen                            | 2 – 0                                          | Kwalificatie WK 2014                           | 81'                                            |
| 10.                                            | 11 september 2012                              | Cyprus – IJsland                               | 1 – 0                                          | Kwalificatie WK 2014                           |                                                |
| 11.                                            | 12 oktober 2012                                | Albanië – IJsland                              | 1 – 2                                          | Kwalificatie WK 2014                           |                                                |
| 12.                                            | 16 oktober 2012                                | IJsland – Zwitserland                          | 0 – 2                                          | Kwalificatie WK 2014                           |                                                |
| 13.                                            | 6 februari 2013                                | IJsland – Rusland                              | 0 – 2                                          | Vriendschappelijk                              |                                                |
| 14.                                            | 22 maart 2013                                  | Slovenië – IJsland                             | 1 – 2                                          | Kwalificatie WK 2014                           |                                                |
| 15.                                            | 7 juni 2013                                    | IJsland – Slovenië                             | 2 – 4                                          | Kwalificatie WK 2014                           | 26' (pen.)                                     |
| 16.                                            | 14 augustus 2013                               | IJsland – Faeröer                              | 1 – 0                                          | Vriendschappelijk                              |                                                |
| 17.                                            | 11 oktober 2013                                | IJsland – Cyprus                               | 2 – 0                                          | Kwalificatie WK 2014                           |                                                |
| 18.                                            | 15 oktober 2013                                | Noorwegen – IJsland                            | 1 – 1                                          | Kwalificatie WK 2014                           |                                                |
| 19.                                            | 15 november 2013                               | IJsland – Kroatië                              | 0 – 0                                          | Kwalificatie WK 2014                           |                                                |
| 20.                                            | 19 november 2013                               | Kroatië – IJsland                              | 2 – 0                                          | Kwalificatie WK 2014                           |                                                |
| 21.                                            | 5 maart 2014                                   | Wales – IJsland                                | 3 – 1                                          | Vriendschappelijk                              |                                                |
| Als speler bij Real Sociedad                   |                                                |                                                |                                                |                                                |                                                |
| 22.                                            | 10 oktober 2014                                | Letland – IJsland                              | 0 – 3                                          | Kwalificatie EK 2016                           |                                                |
| 23.                                            | 12 november 2014                               | België – IJsland                               | 3 – 1                                          | Vriendschappelijk                              | 13'                                            |
| 24.                                            | 28 maart 2015                                  | Kazachstan – IJsland                           | 0 – 3                                          | Kwalificatie EK 2016                           |                                                |
| 25.                                            | 31 maart 2015                                  | Estland – IJsland                              | 1 – 1                                          | Vriendschappelijk                              |                                                |
| Als speler bij Olympiakos Piraeus              |                                                |                                                |                                                |                                                |                                                |
| 26.                                            | 3 september 2015                               | Nederland – IJsland                            | 0 – 1                                          | Kwalificatie EK 2016                           |                                                |
| 27.                                            | 10 oktober 2015                                | IJsland – Letland                              | 2 – 2                                          | Kwalificatie EK 2016                           |                                                |
| 28.                                            | 13 oktober 2015                                | Turkije – IJsland                              | 1 – 0                                          | Kwalificatie EK 2016                           |                                                |
| 29.                                            | 13 november 2015                               | Polen – IJsland                                | 4 – 2                                          | Vriendschappelijk                              | 69'                                            |
| 30.                                            | 17 november 2015                               | Slowakije – IJsland                            | 3 – 1                                          | Vriendschappelijk                              | 8'                                             |
| Als speler bij FC Augsburg                     |                                                |                                                |                                                |                                                |                                                |
| 31.                                            | 24 maart 2016                                  | Denemarken – IJsland                           | 2 – 1                                          | Vriendschappelijk                              |                                                |
| 32.                                            | 29 maart 2016                                  | Griekenland – IJsland                          | 2 – 3                                          | Vriendschappelijk                              |                                                |
| 33.                                            | 1 juni 2016                                    | Noorwegen – IJsland                            | 3 – 2                                          | Vriendschappelijk                              |                                                |
| 34.                                            | 6 juni 2016                                    | IJsland – Liechtenstein                        | 4 – 0                                          | Vriendschappelijk                              | 42'                                            |
| 35.                                            | 14 juni 2016                                   | Portugal – IJsland                             | 1 – 1                                          | EK 2016                                        |                                                |
| 36.                                            | 18 juni 2016                                   | IJsland – Hongarije                            | 1 – 1                                          | EK 2016                                        |                                                |
| 37.                                            | 3 juli 2016                                    | Frankrijk – IJsland                            | 5 – 2                                          | EK 2016                                        |                                                |
| 38.                                            | 5 september 2016                               | Oekraïne - IJsland                             | 1 - 1                                          | Kwalificatie WK 2018                           | 5'                                             |
| 39.                                            | 6 oktober 2016                                 | IJsland - Finland                              | 3 - 2                                          | Kwalificatie WK 2018                           | 90'                                            |
| 40.                                            | 9 oktober 2016                                 | IJsland - Turkije                              | 2 - 0                                          | Kwalificatie WK 2018                           | 44'                                            |
| 41.                                            | 12 november 2016                               | Kroatië - IJsland                              | 2 - 0                                          | Kwalificatie WK 2018                           |                                                |
| 42.                                            | 11 juni 2017                                   | IJsland - Kroatië                              | 1 - 0                                          | Kwalificatie WK 2018                           |                                                |
| 43.                                            | 5 september 2017                               | Oekraïne - IJsland                             | 2 - 0                                          | Kwalificatie WK 2018                           |                                                |
| 44.                                            | 6 oktober 2017                                 | Turkije - IJsland                              | 0 - 3                                          | Kwalificatie WK 2018                           |                                                |
| 45.                                            | 9 oktober 2017                                 | IJsland - Kosovo                               | 2 - 0                                          | Kwalificatie WK 2018                           |                                                |
| 46.                                            | 8 november 2017                                | IJsland - Tsjechië                             | 1 - 2                                          | Vriendschappelijk                              |                                                |
| 47.                                            | 2 juni 2018                                    | IJsland - Noorwegen                            | 2 - 3                                          | Vriendschappelijk                              | 30' (pen.)                                     |
| 48.                                            | 7 juni 2018                                    | IJsland - Ghana                                | 2 - 2                                          | Vriendschappelijk                              | 40'                                            |
| 49.                                            | 16 juni 2018                                   | Argentinië - IJsland                           | 1 -1                                           | WK 2018                                        | 23'                                            |
| 50.                                            | 22 juni 2018                                   | Nigeria - IJsland                              | 2 - 0                                          | WK 2018                                        |                                                |
| 51.                                            | 26 juni 2018                                   | IJsland - Kroatië                              | 1 - 2                                          | WK 2018                                        |                                                |
| 52.                                            | 11 oktober 2018                                | Frankrijk - IJsland                            | 2 - 2                                          | Vriendschappelijk                              |                                                |
| 53.                                            | 15 oktober 2018                                | IJsland - Zwitserland                          | 1 - 2                                          | Nations League 2018/19                         | 81'                                            |
| 54.                                            | 22 maart 2019                                  | Andorra - IJsland                              | 0 - 2                                          | Kwalificatie EK 2020                           |                                                |
| 55.                                            | 25 maart 2019                                  | Frankrijk - IJsland                            | 4 - 0                                          | Kwalificatie EK 2020                           |                                                |

Bijgewerkt op 17 juni 2018.

## Erelijst
| Kampioen Úrvalsdeild | 1x | 2010 |
| Beker van IJsland    | 1x | 2009 |